# 폐하
폐하(陛下, Majesty, 문화어: 페하)는 황제를 뜻하는 존호이다. 국왕의 존칭으로도 사용된다.

## 어원
아시아에서 황제(皇帝) 및 국왕(國王)의 경칭은 2인칭으로서는 폐하(陛下)이다. 이는 “높이 우러러 볼 사람이기에 뜰 아래에서 층계 위로 우러러 뵌다.”라는 뜻이다. 제후(諸侯)의 경칭은 2인칭으로 전하(殿下)이다. 이는 “계단 아래에서 우르러 뵌다.”라는 뜻이다.
하지만 엄밀히 말해, 폐하와 전하는 둘다 중세 한국어에서는 그 뜻이 같았다. 다만 그 품격에서 폐하가 전하보다 높았다.
이때 폐(陛)자는 ‘뜰’보다는 ‘뜰층계’라는 뜻으로 풀어야 더욱 옳고, 이는 전(殿)자도 ‘계단’보다도 ‘뜰층계단’이라 풀어야 옳다. 다만 군주가 있는 곳이 다를 뿐이며, 신하는 언제나 전하 또는 폐하의 처음 뜻이 가리키는 ‘뜰’(뜰층계의 아래)에 자리하게 된다. 
참고로 유럽 왕국들은 폐하 또는 전하의 경칭을 구분하지 않는다. 이처럼 일반적으로 군주 자신을 짐 또는 과인이라 하고, 2인칭은 폐하라 불렀다.
2025년 기준으로 아시아에서 사용되는 국가는 사우디아라비아, 바레인,  일본, 요르단, 부탄, 오만, 말레이시아, 태국, 브루나이, 캄보디아 등이 있다.

## 구분
1. 왕비, 왕대비, 대왕대비, 상왕비
2. 황후, 황태후, 태황태후, 상황후

## 같이 보기
- 가독부
- 전하
- 저하
- 족하
- 각하
- 합하
- 어라하